# 五十川站
五十川站（日语：／ Iragawa eki */?）是位於山形縣鶴岡市五十川，東日本旅客鐵道（JR東日本）的羽越本線車站。

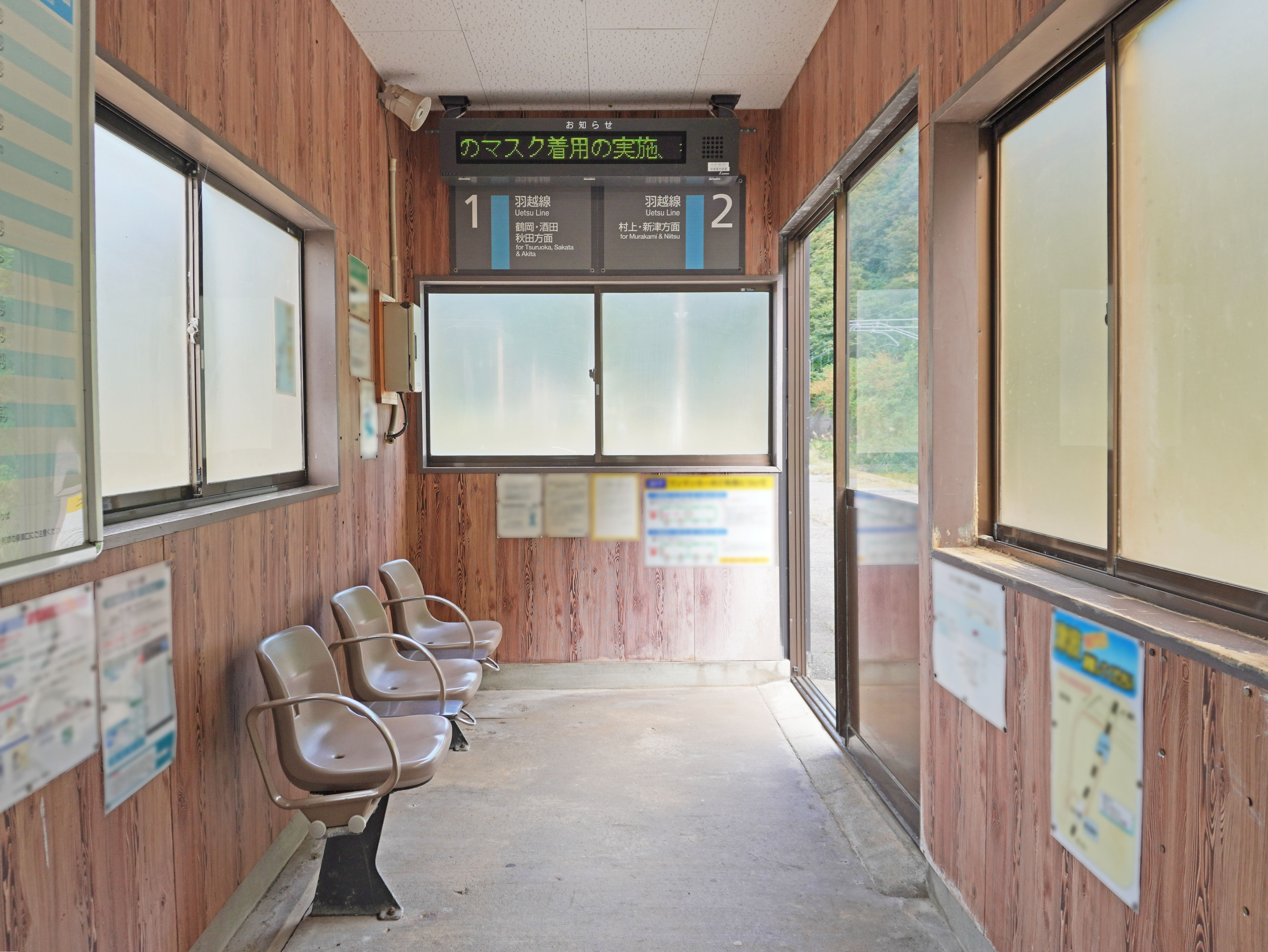
候車室内（2022年9月）

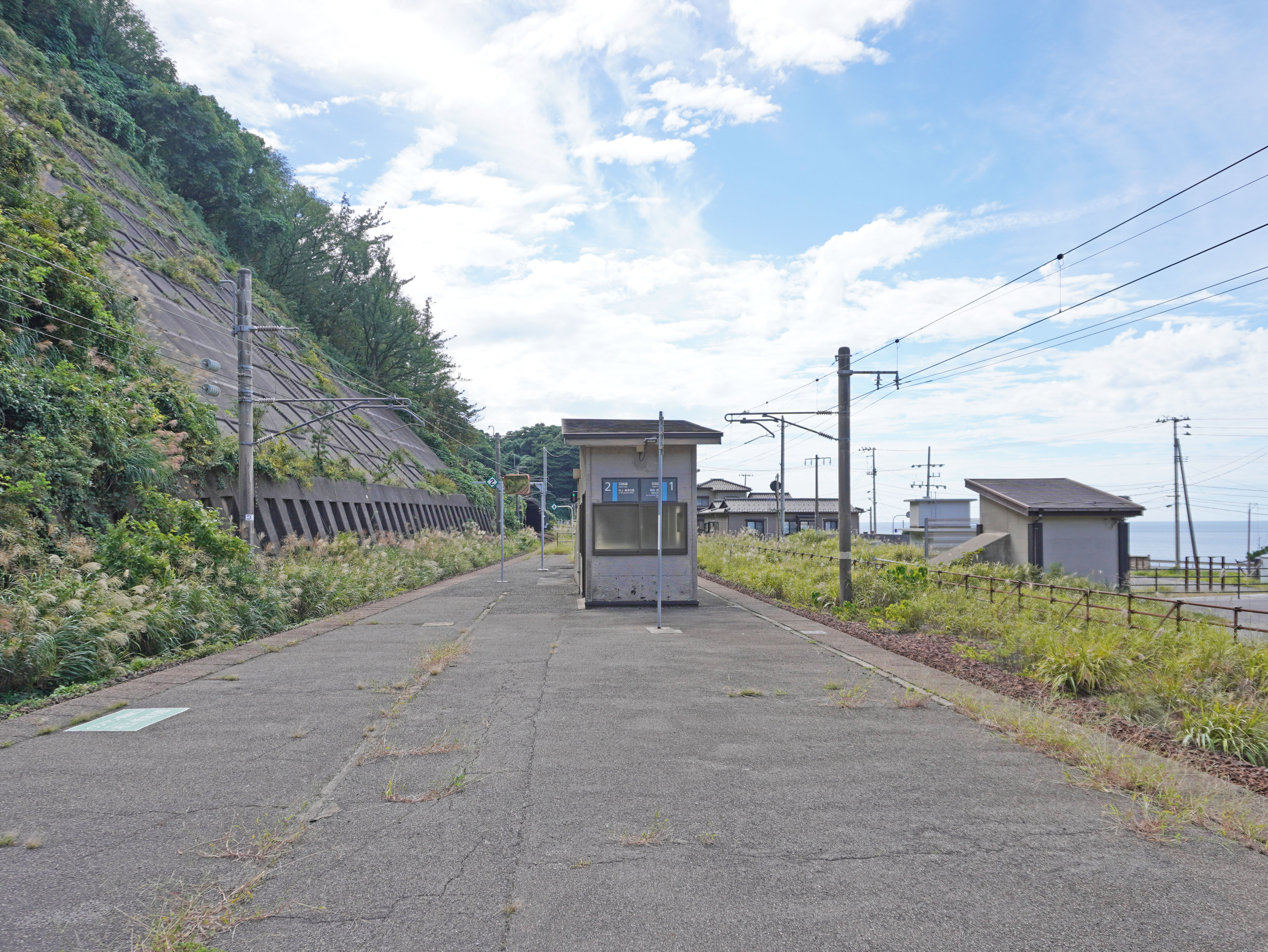
月台（2022年9月）

## 歷史

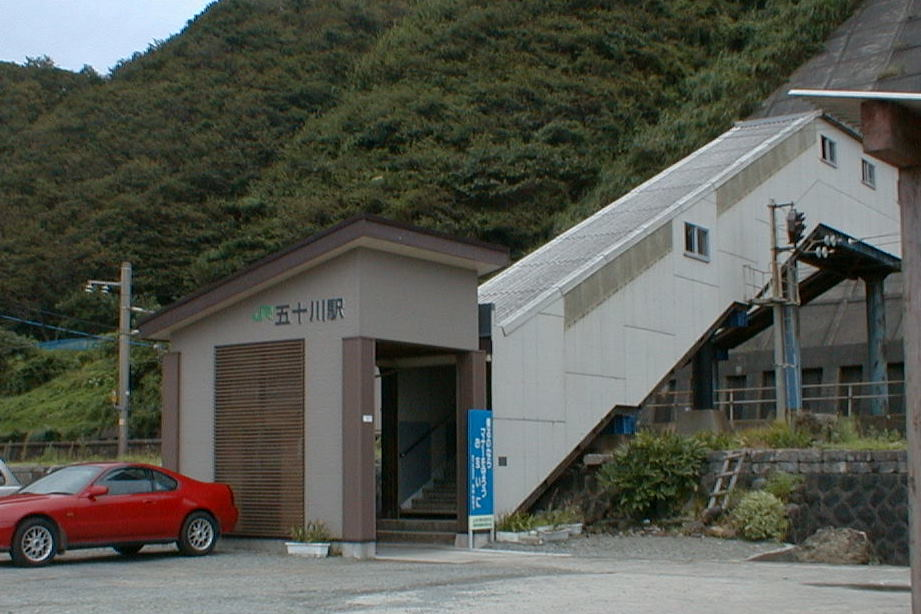
設有跨線橋的時代

- 1923年（大正12年）3月18日：鐵道省陸羽西線三瀨至溫海（現時：溫海溫泉）之間開業，此站啟用。
- 1924年（大正13年）7月31日：陸羽西線溫海站至鼠關站之間開通。
- 1924年（大正13年）7月31日：陸羽西線余目至鼠關站之間編入至羽越線。
- 1970年（昭和45年）9月29日：溫海至此站之間成為雙線鐵路。
- 1972年（昭和47年）9月1日：終止行李和貨物起卸業務。
- 1987年（昭和62年）4月1日：伴隨國鐵分割民營化，車站由東日本旅客鐵道（JR東日本）營運。

## 車站構造
車站是一座地面車站，設有1面2線的島式月台。曾經車站大樓與月台之間設有跨線橋連接，現已撤走，現時改為使用行人隧道連接兩方。在路線成為雙線鐵路之際，路軌走線遷至近山一方。在月台近行人隧道入口（鶴岡一方）附近還可看見舊月台部分遺蹟。在月台上設有候車室。
此站是由酒田站管理的無人車站。曾經在車站近鶴岡一方設有前往田川煤礦（昭和35年關閉）的專用線。

### 月台
| 月台 | 路線      | 上下行 | 方向                 |
| ---- | --------- | ------ | -------------------- |
| 1    | ■羽越本線 | 下行   | 鶴岡、酒田、秋田方向 |
| 2    | ■羽越本線 | 上行   | 村上、新津方向       |

參考

## 使用狀況
根據「鶴岡市統計書」資料，以下列出乘車人次列表：
| 年度               | 1年總 乘車人次 | 1年總 乘車人次 | 參考資料 |
| 年度               | 一般           | 定期           | 參考資料 |
| ------------------ | -------------- | -------------- | -------- |
| 2004年（平成16年） | 2,700          | 13,000         | [ 2 ]    |
| 2005年（平成17年） | 2,300          | 11,800         | [ 2 ]    |
| 2006年（平成18年） | 2,000          | 12,800         | [ 2 ]    |
| 2007年（平成19年） | 2,200          | 12,000         | [ 2 ]    |
| 2008年（平成20年） | 2,200          | 9,800          | [ 2 ]    |
| 2009年（平成21年） | 2,000          | 6,900          | [ 2 ]    |

## 車站周邊
- 國道7號
- 五十川簡易郵局

## 相鄰車站
東日本旅客鐵道
■羽越本線
溫海溫泉－五十川－小波渡

## 注腳
1. ↑  JR東日本:駅構内図 （页面存档备份，存于）（日語）
2. ↑   (PDF). 平成22年版 鶴岡市の統計書. 鶴岡市: 111. 2011-08  [2019-02-25]. （原始内容存档 (PDF)于2019-02-25） （日语）.

## 外部連結
- 車站資訊（五十川）：東日本旅客鐵道（日語）